# Pepi, Luci, Bom und der Rest der Bande
Pepi, Luci, Bom und der Rest der Bande (Originaltitel: Pepi, Luci, Bom y otras chicas del montón) ist ein Punkfilm von Pedro Almodóvar und sein Kinodebüt. Er spielt während der Madrider Movida.

## Handlung
Pepi baut Marihuana in der Wohnung an, wird von einem Polizisten vergewaltigt und sinnt auf Rache. Sie will ihn von Freunden, den Bomitoni, einer Punk-Rock-Gruppe, zusammenschlagen lassen, doch es trifft nicht den Vergewaltiger, sondern dessen Zwillingsbruder.
Bom ist Pepis Freundin und Sängerin der Bomitoni. Mit ihr zusammen freundet sie sich – immer noch auf Rache aus – mit Luci, der masochistischen Ehefrau des Polizisten an. Luci verlässt ihren Mann und wird Boms unterwürfige Gespielin. Die drei genießen die wilden Partys und Konzerte des Madrider Underground-Lebens der Movida, wo Pedro Almodóvar höchstpersönlich einen Erektionswettbewerb organisiert.
Luci, obwohl von ihrem sadistischen Ehemann permanent misshandelt, kehrt zu ihm zurück.
Bleiben noch Pepi und Bom – die Mädchen aus der Bande. Hand in Hand und voller Ideen planen sie ihre Zukunft.

## Kritiken
„Das pompöse, unterhaltsame und einschlagende Debüt von Almodóvar, das viele der Lieblingsthemen des Regisseurs behandelt: die Hausfrauen, die Größe des Penis, grelle Kleidung, der Kitschstil, die Freundschaft zwischen Frauen, die Drogen, die Gewalt im Sex ...“

„Böse sein kann man einem Film, der von einem Mann gedreht wurde, der damals noch hauptberuflich bei der Telefongesellschaft arbeitete (…) natürlich nicht, aber es kommt eben auch nie das Gefühl auf, einem zeitlosen Meisterwerk – wie, sagen wir, David Lynch’s Eraserhead, auch ein Langfilmdebüt – beizuwohnen.
Trotzdem ist Pepi, Luci, Bom … ein echter Almodóvar. Der Themenkreis des Regisseurs um Liebe, Gewalt, Tod und sexuelle Identität wird hier bereits angeschnitten.“

## Hintergrund
Der Film wurde in Madrid gedreht. Almodóvar und sein Bruder Agustín treten in Nebenrollen auf.
Der Film ist in der etwa 2008 erschienenen großen DVD-Box nicht enthalten, wie auch Matador nicht. Er wurde in Deutschland erstmals 2010 außerhalb der Almodóvar-Edition, aber in gleicher Aufmachung, auf DVD veröffentlicht.

„1992 hatte es Pedro Almodóvar so weit gebracht, dass Joaquin Sabina, der Bob Dylan des Spanischen, ein Lied über ihn schrieb. Beide sind Jahrgang 1949 und stammen aus Provinzstädtchen im Herzen Spaniens. Beide wurden auf ein katholisches Internat geschickt und setzten sich in die Großstadt ab, kaum dass sie erwachsen waren.
Sabina warf einen Molotowcocktail in ein Regierungsgebäude und floh ins Exil. Almodóvar schob bis drei Uhr Nachmittags Bürodienst bei der Telefónica, Spaniens Telekom, und warf sich dann in den Madrider Untergrund. Er trug lange Haare, kleidete sich auffällig und versuchte nicht länger, sein Schwulsein zu verbergen. Wo immer die Szene sich produzierte – Theatermacher, Jungdesigner, Stricher, Punker, Straßensänger, Dealer, Kurzfilmer, Prostituierte – der Junge aus Don Quichotes Heimat war dabei.“

Die Zeilen, die Joaquín Sabina in dem auf seinem Album Física y química enthaltenen Titel Yo quiero ser una chica Almodóvar Pepi, Luci, Bom … widmete:

„Ich möchte ein Mädchen von Almodóvar sein / wie Pepi, wie Luci, wie Bom, / meine Geheimnisse im Bett an die Eleganz verkaufen / und Trauer tragen um einen Matador.“